# 좀붙이
좀붙이는 몸길이 3-6mm로 땅 속, 낙엽 속, 쓰러진 나무와 돌밑 등에 서식하며 식물질·부식질(腐植質)·균류(균사·포자) 등을 먹는다. 흰색의 가늘고 긴 벌레로 날개와 눈이 없다. 큰턱과 작은턱이 평소에는 뇌를 둘러싸고 있는 골격인 두개(頭蓋) 속에 들어가 있으며, 더듬이는 염주 모양으로 20마디 이상으로 되어 있다. 가슴에 있는 발 세 쌍은 크기가 거의 같으며 매우 활기차게 달린다. 배의 말단에는 제11배마디가 변형된 길고 마디가 많은 한 쌍의 실모양의 꼬리가 달렸다. 이 꼬리는 사소한 자극에도 잘리기 쉽지만 재생력도 강하다. 배에는 기문(氣門)이 없고, 제2-제7마디의 배면에는 작은 가시모양의 돌기가 포(胞) 모양으로 부푼 것이 있다. 제8배마디에 생식공이 뚫려 있으나 외부생식기는 없으며 간접수정을 한다. 성장 도중에는 눈에 띄는 변화가 없다. 4-5회의 허물벗기로 성충이 되는데 성숙한 뒤에도 허물벗기를 계속한다.